# Ambrym
Ambrym je vulkanski otok u Vanuatuu. Nalazi se u pokrajini Malampa. Vulkanska aktivnostna otoku uključuje jezera lave u 2 kratera u blizini vrha otoka.

## Zemljopis
Površina otoka iznosi 677,7 km².

## Vanjske poveznice
|  | Zajednički poslužitelj ima još gradiva o temi Ambrym |